# Кукин, Виктор Иванович
Ви́ктор Ива́нович Ку́кин (1 мая 1960, Липецк, СССР) — советский футболист, защитник и полузащитник, российский арбитр.

## Карьера
В 1978 году забил 1 гол за «Новолипецк». С 1979 по 1980 год выступал в куйбышевских «Крыльях Советов», в составе которых дебютировал в Высшей лиге СССР, где провёл 11 матчей и забил 1 мяч в сезоне 1979 года, и ещё 1 поединок сыграл в Кубке в 1980 году. Затем в том же году перешёл в «Кубань», где и доиграл сезон, проведя 15 встреч в чемпионате СССР.
С 1981 по 1982 год снова играл за липецкий клуб, уже называвшийся «Металлургом», сыграл 36 матчей. С 1982 по 1983 год защищал цвета смоленской «Искры», провёл 57 встреч. С 1984 по 1990 год опять выступал за «Металлург», проведя за это время 167 матчей и забив 10 голов. С 1990 по 1991 год сыграл 53 поединка за «Уралан».
Играл за сборную РСФСР.

## После карьеры
С 1996 по 2001 год работал судьёй в низших лигах России. С 2002 года работает администратором в липецком «Металлурге», в 2007 году стал старшим администратором. В 2006 году был начальником команды.